# 池水通洋
池水 通洋（いけみず みちひろ、1943年4月11日 - ）は、日本の声優、俳優、ナレーター。満洲国新京（現：中華人民共和国吉林省長春市）生まれ、神奈川県出身。青二プロダクション所属。しばしば池永と誤表記される。日本俳優連合専務理事。

## 経歴
駒場東邦中学校・高等学校卒業、早稲田大学中退。
児童劇団で地方公演を中心に活動していたが、大学中退後、1967年にテアトル・エコーに入団。テアトル・エコーでは声の仕事が多かったため、声優としての活動が中心になっていった。『正義を愛する者 月光仮面』で主役に抜擢された。
テアトル・エコー退団後は1987年から青二プロダクション所属。
2022年、第16回声優アワードにおいて功労賞を受賞。

## 人物
音域はG - E。
多数のテレビ、洋画、アニメに出演している。
『仮面ライダーシリーズ』の怪人の声でも知られる。怪人の声を担当する声優は限られているためすぐに仕事が回り、毎回変化をつけるのに苦労したと述べている。
その他、1970年代前半の「変身ヒーロー番組」（第二次怪獣ブーム）では『ジャンボーグA』や『ファイヤーマン』、『変身忍者 嵐』など、ヒーローの叫び声やセリフを主演俳優に代わって数多く演じている。
『正義を愛する者 月光仮面』に出演していた当時は「もっと下手で、先輩たちに囲まれてアガるほどウブで、ひたすら若さとやけくそでしていた」と語っている。
『元祖天才バカボン』ではウナギイヌを担当していた。池水によると番組レギュラーだった緒方賢一と脇役キャラクターを折半していた流れでウナギイヌ役を貰ったが、タイミングがズレていたら緒方がウナギイヌ役を貰っていた可能性もあったといい、番組がヒットしたのは出演者を少人数に絞ったからではないかと後年の取材で語っている。
2017年8月23日まで、「しんぶん赤旗」日刊紙毎週水曜にエッセイ「声優いまむかし」を連載していた。
資格・免許は普通自動車免許、大型自動二輪免許、小型船舶海技免状。趣味は海釣り。
役者になっていなかったら「診察ミスに怯えているような医者になっていた」と語る。
2024年、山寺宏一、梶裕貴ら他の有名声優26名と共同で、本人に無断で学習・生成される生成AI音声や映像に反対する有志の会として『NOMORE 無断生成AI』を結成し、啓発動画を公開した。声明文では「やった覚えのない朗読や歌、そして声そのものが、ネット上に公開され、時に販売」される現状への強い懸念が表明され、「平和的な認識のすり合わせのための議論を有識者も交えて行い、文化的なルール作り」を行うことを提言した。

## 出演
太字はメインキャラクター。

### テレビアニメ
1969年
- 海底少年マリン（男）

1970年
- いなかっぺ大将（浅見勇、大空大作、ナレーター、審判 他）

1971年
- アニメンタリー 決断
- 原始少年リュウ
- さるとびエッちゃん（ピカ）
- 天才バカボン（1971年 - 1972年）
- 魔法のマコちゃん

1972年
- 赤胴鈴之助
- 正義を愛する者 月光仮面（月光仮面〈祝十郎〉）
- ど根性ガエル
- ルパン三世 (TV第1シリーズ)（1971年 - 1972年）

1973年
- エースをねらえ!（1973年 - 1974年、尾崎勇）
- 山ねずみロッキーチャック

1974年
- 宇宙戦艦ヤマト（藪助治）
- 空手バカ一代
- 柔道讃歌（利鎌竜平）
- 新造人間キャシャーン（カルル、レオーヌ）
- 荒野の少年イサム

1975年
- タイムボカン（ロビン・フッド）
- ラ・セーヌの星（オルレアン公 他）

1976年
- 元祖天才バカボン（1976年 - 1977年）
- はじめ人間ギャートルズ

1977年
- 新巨人の星（1977年 - 1979年、長嶋茂雄） - 2シリーズ
- ヤッターマン（レッドスリー）
- ルパン三世 (TV第2シリーズ)（1977年 - 1979年）

1978年
- ドカベン（1978年 - 1979年、影丸）
- 100万年地球の旅 バンダーブック
- まんが日本絵巻（鎮西八郎為朝）

1979年
- サイボーグ009（1979年版）（ジョージ）
- ザ☆ウルトラマン（田島）
- ドラえもん（テレビ朝日版第1期）（職員）
- 野ばらのジュリー（カール）
- ベルサイユのばら（1979年 - 1980年）

1980年
- あしたのジョー2（1980年 - 1981年、ロバート）
- タイムパトロール隊オタスケマン（土方歳三、ネス、ホームズ）
- 釣りキチ三平（安吉）

1981年
- 新・ど根性ガエル（1981年 - 1982年）
- 鉄腕アトム（第2作）（戸沢博士）

1982年
- うる星やつら（1982年 - 1986年、悪魔ベリアル、温泉マーク先生、課長 他）
- 二死満塁（チビ六の父）
- 一ッ星家のウルトラ婆さん（一ッ星英太郎）

1983年
- スペースコブラ
- まんが日本史（勝海舟）

1984年
- アタッカーYOU!（葉月俊彦）

1985年
- ルパン三世 PARTIII

1986年
- 宇宙船サジタリウス（トライ）
- 銀牙 -流れ星 銀-（赤目）
- ゲゲゲの鬼太郎（第3作）（1986年 - 1988年、用心棒、指令官、隊長、鉄そ）
- 青春アニメ全集（小林先生）
- 北斗の拳（1986年 - 1987年、バルダ、ゲンショウ、ソリア、ケイン） - 2シリーズ
- ロボタン（カンちゃんの父）

1987年
- 仮面の忍者 赤影（1987年 - 1988年、剣、高岡）
- 機甲戦記ドラグナー（ギニール）
- シティーハンター（1987年 - 1988年、ブラックアーミーのボス、演出家、司会者、ボス） - 2シリーズ
- 聖闘士星矢（1987年 - 1989年、水晶聖闘士）
- ついでにとんちんかん（1987年 - 1988年、森田元作）
- ドラゴンボール（アックマン）
- トランスフォーマー ザ☆ヘッドマスターズ（1987年 - 1988年、シックスショット、ダブルクロス、トリガーハーピー）

1988年
- 美味しんぼ（オーナーB、アナウンサー、司会者、支配人）
- 魁!!男塾（源吉）

1989年
- エスパー魔美（アナウンサー、友子の父）
- 機動警察パトレイバー（1989年 - 1990年、太田功）
- ジャングル大帝(新)（ボブ）
- ジャングルブック・少年モーグリ（モーグリの父）
- 戦え!超ロボット生命体 トランスフォーマーV（グレートショット）
- 魔動王グランゾート（1989年 - 1990年、太陽王）
- YAWARA!（1989年 - 1990年、アナウンサー、キャスター、教師、学長）

1990年
- スパイラルゾーン（ダーク・カレッジ）
- 魔法使いサリー（絵里花の父、カブの父）
- RPG伝説ヘポイ（1990年 - 1991年、ダンアロー）
- 笑ゥせぇるすまん（花畑駒太）

1991年
- キン肉マン キン肉星王位争奪編（1991年 - 1992年、キン肉マンスーパー・フェニックス、ロビンマスク）
- ゲッターロボ號（ヤシャ男爵・弟、ナレーション）
- ルパン三世 ナポレオンの辞書を奪え（フランス代表）

1992年
- キテレツ大百科（1992年 - 1994年、鳥島、教頭先生）
- スーパービックリマン（ドッジキング）
- 楽しいムーミン一家 冒険日記（探検家）
- 花の魔法使いマリーベル（ボンゴのパパ）
- 姫ちゃんのリボン（五利重夫）

1993年
- GS美神（アーノルド）
- 忍たま乱太郎（常盤兼成）

1994年
- 景山民夫のダブルファンタジー 南洋ホテル（羽根沢）
- 覇王大系リューナイト（町長）

1995年
- アニメ世界の童話（王様）
- 美少女戦士セーラームーンSuperS（回転木馬まわし太郎）

1996年
- 快傑ゾロ（サンテス）
- 怪盗セイント・テール（館長）
- 機動新世紀ガンダムX（バーテン）

1998年
- 名探偵コナン（1998年 - 2017年、町田保、八塚虎六）

1999年
- THE ビッグオー（リック・フレイザー）
- 週刊ストーリーランド（課長、畑中の父）
- 星界の紋章（カイト憲兵大尉）
- 星方天使エンジェルリンクス（ユルゲン）
- MASTERキートン（慎介の父）

2000年
- 星界の戦旗（カイト憲兵大尉）

2001年
- スターオーシャンEX（ギャムジー）

2002年
- Witch Hunter ROBIN（財前琢磨）

2003年
- ストラトス・フォー（査問官）
- フルメタル・パニック? ふもっふ（小暮先生）

2004年
- あたしンち（先生）
- ケロロ軍曹（監督）
- SAMURAI 7（テッサイ）

2007年
- ゲゲゲの鬼太郎（第5作）（社長）
- DARKER THAN BLACK -黒の契約者-（宝来善充）

2008年
- 魔法遣いに大切なこと 〜夏のソラ〜（タクシー運転手）

2009年
- DARKER THAN BLACK -流星の双子-（宝来善充）
- ねぎぼうずのあさたろう（塩大福山親方）

2011年
- 青の祓魔師（和尚）

2018年
- ゲゲゲの鬼太郎（第6作）（2018年 - 2019年、見上げ入道、畑怨霊、人面樹、住職）

2020年
- デジモンアドベンチャー:（ミミのおじいちゃん）

2022年
- デジモンゴーストゲーム（黒オボロモン）

### 劇場アニメ
1977年
- 新・巨人の星

1978年
- さらば宇宙戦艦ヤマト 愛の戦士たち（部下）

1979年
- がんばれ!!タブチくん!!

1980年
- 11ぴきのねこ（ネコB）

1981年
- あしたのジョー2

1982年
- 新・ど根性ガエル ど根性・夢枕
- 対馬丸 —さようなら沖繩—（軍医）

1984年
- うる星やつら2 ビューティフル・ドリーマー（温泉マーク）

1985年
- うる星やつら3 リメンバー・マイ・ラブ（温泉マーク）
- オーディーン 光子帆船スターライト（南整）

1986年
- うる星やつら4 ラム・ザ・フォーエバー（温泉マーク）
- 11人いる!（石頭）
- 11ぴきのねことあほうどり（ネコB）
- 時空の旅人（島左近）

1987年
- 勝利投手（沖本部長）
- ベルサイユのばら 生命あるかぎり愛して（ロベスピエール）

1988年
- AKIRA (1988年の映画)
- うる星やつら 完結篇（温泉マーク）

1989年
- 機動警察パトレイバー the Movie（太田功）
- シティーハンター 愛と宿命のマグナム（刑事A）
- 魔女の宅急便

1990年
- シティーハンター ベイシティウォーズ（刑事A）

1991年
- うる星やつら いつだってマイ・ダーリン（温泉マーク）

1992年
- ドラえもん のび太と雲の王国（タガロの父）

1993年
- 機動警察パトレイバー 2 the Movie（太田功）
- 三国志 第二部・長江燃ゆ!（諸葛瑾〈2代目〉）

1994年
- 三国志 完結編・遥かなる大地（陸遜）

2002年
- ミニパト（太田功）
- WXIII 機動警察パトレイバー（太田功）

### OVA
1985年
- うる星やつら 了子の9月のお茶会（温泉マーク）
- エリア88（ボウマン）
- ジャスティ（マグナマム・ベガ）

1986年
- うる星やつら アイム THE 終ちゃん（温泉マーク）

1988年
- ガルフォース3 STARDUST WAR（エリシオン）
- 機動警察パトレイバーアーリーデイズ（太田功）
- 遠山桜宇宙帖 奴の名はゴールド（エボタ）
- メタルスキンパニック MADOX-01（エリーの上官）

1989年
- うる星やつら 月に吠える（温泉マーク）
- うる星やつら ハートをつかめ（温泉マーク）
- うる星やつら ヤギさんとチーズ（温泉マーク）
- 機動警察パトレイバー（太田功）
- 銀河英雄伝説（エベンス大佐）
- 手天童子（紫竜一郎）
- MIDNIGHT EYE ゴクウ（作間）

1990年
- アリーズ〜神話の星座宮〜（ナレーション）
- 宇宙皇子（高市皇子）
- 天外魔境 自来也おぼろ変（大膳）

1991年
- うる星やつら 乙女ばしかの恐怖（温泉マーク）
- 武田鉄矢の月がのぼるまでに（父）

1993年
- 仮面ライダーSD（魔神大首領）

1995年
- ガンスミスキャッツ（ジョージ・ブラック）

2000年
- 紺碧の艦隊（コンラッド・フォン・ロンメル）

2009年
- トミカわいわいDVDはたらくトミカへん（Dr.M、テツオパパ、トミカレーの店長）
- プラレールわいわいDVD（Dr.M）

2010年
- うる星やつら ザ・障害物水泳大会（温泉マーク）
- トミカわいわいDVDトミカボーイズへん（Dr.M）

### Webアニメ
2024年
- 大槌超神楽ダイハンマー（ハンマー、小鎚、ダイハンマー）

### ゲーム
1990年
- うる星やつら STAY WITH YOU（温泉マーク）

1992年
- フォゴットンワールド（超戦士2P）※PCエンジン版
- プリンセス・ミネルバ（ハガン）
- ライズ・オブ・ザ・ドラゴン（ディン・ワン）

1993年
- 機動警察パトレイバー（1993年 - 2000年、太田功、ナレーション） - 2作品

1996年
- フェーダ（1996年 - 1997年、バート・バルテュークス） - 2作品

1997年
- 雷弩機兵ガイブレイブ（1997年 - 1998年、ライデン） - 2作品

1998年
- 仮面ライダー（ガニコウモル、ショッカーライダー）※ライブラリ出演

2001年
- 松本零士999 〜Story of Galaxy Express 999〜（加賀艦長）

2003年
- インタールード（杉浦）
- 仮面ライダー 正義の系譜（田所所長、死神博士、アルマジロング、狼男、ガニコウモル、作業員）

2004年
- エースコンバット5（オーカ・ニエーバ 他）

2005年
- スターフォックス アサルト（ペパー将軍）
- ローグギャラクシー（ドナルド・ポカッチョ博士）

2007年
- キン肉マン マッスルグランプリ2（キン肉マンスーパー・フェニックス）
- ドラゴンボールZ スパーキング! メテオ（アックマン）

2008年
- キン肉マン マッスルグランプリ2 特盛（キン肉マンスーパー・フェニックス）

2009年
- ドラゴンボール 天下一大冒険（アックマン）
- 龍が如く3（鈴木善伸）

2010年
- ドラゴンボールDS2 突撃!レッドリボン軍（アックマン）

2012年
- 第2次スーパーロボット大戦OG（ケビン・ザン・オールト）

2013年
- スーパーロボット大戦Operation Extend（太田功）

2014年
- ファンタシースター ノヴァ

2015年
- ドラゴンボールZ 超究極武闘伝（アックマン）
- ルミナスアーク インフィニティ（ラジ・ソール）
- ワールド エンド エクリプス（グスタフ）

2018年
- 戦場のヴァルキュリア4（ローランド・モーガン）

2021年
- ラクガキ キングダム（ジグザ・ブロンテー）

2022年
- 機動戦隊アイアンサーガ（太田功）

2023年
- スーパーロボット大戦DD（アギャール）

### ドラマCD
- 蒼のマハラジャ（ナレーション）
- アリーズ 神話の星座宮（ナレーション）
- CDドラマコレクションズ 三國志（張昭子布）
- CDシアター ドラゴンクエストIV（エルドナン王）
- 新撰組異聞 蒼き狼たちの神話2 浅葱色の夜明け（清河八郎）
- テイルズ オブ デスティニー（ティベリウス・トウケイ）
- 吸血鬼ハンター 風立ちてD（ナレーション）
- 魔獣戦士ルナ・ヴァルガー（マリオン・ネッド）
- 魍魎戦記MADARA 真王編（ナレーション）

### 吹き替え

#### 担当俳優
アンソニー・ホプキンス
- トランスフォーマー/最後の騎士王（エドマンド・バートン）
- マリア（ヘロデ大王）
- REBEL MOON: パート1 炎の子（ジミー）
  - REBEL MOON: パート2 傷跡を刻む者

#### 映画
- 気分を出してもう一度 女は踊りながら死んだ（ジェラール〈ジョルジュ・デクリエール〉）
- グッドモーニング, ベトナム（レビタン〈リチャード・ポートナウ〉）※DVD版・ビデオ版
- 恋人たちの予感（ハリー・バーンズ〈ビリー・クリスタル〉）
- 殺しのテクニック（マイケル・バーディネット）※フジテレビ版
- 殺人魚フライングキラー ※テレビ朝日版
- ジム・ヘンソンの不思議の国の物語（アルバートおじさん〈ケネス・ブラナー〉）
- スター・ウォーズ エピソード5/帝国の逆襲（ロース・ニーダ艦長〈マイケル・カルバー〉）※テレビ朝日版
- 0011ナポレオン・ソロ2（ベンジャミン・コワルスキー〈トム・メイソン〉）
- バンデットQ（舞台マネージャー〈チャールズ・マッケオン〉）
- ハムレット（ローゼンクランツ〈イーゴリ・ドミトリーエフ〉）
- 白痴（ムイシュキン公爵〈ユーリ・ヤコブレフ〉）
- フレンチ・ノアール/真実と裏切りの掟（ジョルジュ〈ミシェル・フォーティン〉）
- ファイナル・カウントダウン（カウフマン〈ロイド・カウフマン〉）※テレビ朝日版
- 普通の人々（レーゼンビー〈フレドリック・レーン〉）
- 大地震（サル〈ガブリエル・デル〉）※テレビ朝日版
- 天国の門（ビリー・アーヴァイン〈ジョン・ハート〉）
- チキ・チキ・バン・バン（玩具作り〈ベニー・ヒル〉）※TBS版
- 遠すぎた橋（グラース大尉〈ニコラス・キャンベル〉）※日本テレビ版
- ペテルブルグの別れ/ワルツ王ヨハン・シュトラウス（ヨハン・シュトラウス〈ギルト・ヤコブレフ〉）
- ベッドタイム・ストーリー（バリー・ノッティンガム〈リチャード・グリフィス〉）
- ポリスアカデミー2 全員出動!（ダグラス・ファックラー〈ブルース・マーラー〉）

#### ドラマ
- アボンリーへの道（ジョン）
- アメリカン・ヒーロー（レイ〈ロバート・ウィーヴァー〉）
- アリー my Love シーズン3 #3
- インディ・ジョーンズ/若き日の大冒険
- ER緊急救命室（ハリー〈ケン・ラーナー〉）#4（ジェフ）VIII #166
- X-ファイルIII 化身 ※テレビ朝日版
- 刑事コジャック ※第89話
- 三国志演義 NHK-BS2（馬良季常）
- 新スパイ大作戦（コーチ）※第20話
- 特攻野郎Aチーム（ジェイソン・バーネット）
- ブルーサンダー（JD・クラフト〈レイ・ワイズ〉）
- ヤングライダーズ 第2シーズン（ジョーゲン）#34
- 名探偵ポワロ スタイルズ荘の怪事件（アルバート・メース薬剤師）

#### アニメ
- きつねと猟犬（トッド（大人）〈ミッキー・ルーニー〉）
- 楽しいダックタウン（セシル）
- ダンボ（ケイシー・ジュニア）
- ビアンカの大冒険 ゴールデン・イーグルを救え!（キャロル）
- ピーター・パン（ナレーション）
- 101匹わんちゃん（ポンゴ）
- まんが宇宙大作戦（フライヤー、ウォーキング・ベア）

#### 人形劇
- アルフ（牧師）
- フラグルロック
- マペット・ショー

### 特撮
1971年
- 仮面ライダー（1971年 - 1973年、さそり男の声、ヒトデンジャーの声、ザンブロンゾの声、アルマジロングの声、黄金狼男の鳴き声、スノーマンの声、怪人トドギラーの声、ジャガーマンの声、カブトロングの声、シラキュラスの声、ガニコウモルの声 #78・79、ショッカーライダー1号の声、ガラオックスの声）

1972年
- ウルトラシリーズ
  - 帰ってきたウルトラマン（坂田健の声 #41）
  - ウルトラマンA（ウルトラセブンの声 #13・14・39・44、レストランの客の声 #16）

- 緊急指令10-4・10-10（ナレーション #6、通信の声）
- 超人バロム・1（日読新聞記者・海野の声）
- 変身忍者 嵐（1972年 - 1973年、化身忍者の声、嵐の声）

1973年
- ジャンボーグA（マッドゴーネの声、ジャンボーグAの声、ジャンボーグ9の声）
- ダイヤモンド・アイ（ダイヤモンド・アイの声〈初代〉#1 - 7）
- ファイヤーマン（ファイヤーマンの声）

1975年
- 仮面ライダーアマゾン（獣人カタツムリの声）
- 仮面ライダーストロンガー（奇械人アルマジロンの声、ヨロイ騎士の声）

1976年
- 円盤戦争バンキッド（ティーフン中尉の声、ビィゴメス少将の声）
- ザ・カゲスター（トドギラスの声、再生バッファローギューの声）
- 超神ビビューン（カベヌリの声）
- バトルホーク（ナレーター）

1977年
- 惑星大戦争（ジミーの声）

1979年
- メガロマン（メガロマンの声、ダガー / 獅子堂ひろしの声）

1980年
- 仮面ライダー (スカイライダー)（ストロンガーの声、ゾウガメロンの声、仮面ライダー1号の声、マントコングの声、リングベアの声、ドクロ暗殺隊の声）

1981年
- 仮面ライダースーパー1（アマガンサーの声）

1984年
- 10号誕生!仮面ライダー全員集合!!

1985年
- 兄弟拳バイクロッサー（ベトベトマンの声、リングゴクウの声）

### ラジオドラマ
- 青山二丁目劇場
  - 三国想話（2009年） - 盧植
  - 海辺のパン屋さん（2010年） - 岩見沢修一
  - 怪傑!シルバー窃盗団（2010年） - 高木茂
  - 回転木馬（2010年） - 純子の父
  - 刑事・蘇我修造（2011年） - 桐山満
  - SHIBAHAMA（2012年） - 大沢
  - ウィスキーの音（2013年） - 義夫
  - お寺ダイアリー（2013年） - 立華光廣
  - 町の底を流れるのは（2013年） - コウガ
  - 夢を追う旅（2013年） - 友和
  - 初恋（2013年） - 加納健次郎
  - 8月のセレナーデ（2013年） - 山崎所長
  - 父の背中（2013年） - 白山ヤスオ
  - もう半分（2014年） - 老人
  - 訪問者（2015年） - 老人
  - 午前0時のラジオ局（2017年） - ラジオ局長
  - 空に記す〜徳島編〜（2018年） - 志朗
- 押井守シアター ケルベロス鋼鉄の猟犬（ホラーバッハ曹長）
- 雷弩機兵ガイブレイブ Vol.1（ライデン）
- ダーティペア91（羽柴秀克）

### パチンコ
- パチスロキン肉マン〜キン肉星王位争奪編〜（ロビンマスク、キン肉マンスーパー・フェニックス）

### CM
- 洋服の青山 ※顔出し
- 武田薬品工業エイジングケア TVCM
- 生活協同組合 TVCM

### テレビドラマ
- 特別機動捜査隊 第372話「東京に四季はない」（1968年 / NETテレビ） - 染谷
- サインはV 第41話（1970年 / TBS）
- 太陽にほえろ!（日本テレビ） 
  - 第4話「プールサイドに黒いバラ」（1972年） - 記者
  - 第176話「狼の街」（1975年） - 警官
- 日本沈没 第4話「海の崩れる時」（1974年 / TBS） - ニュースキャスター
- 熱中時代 刑事編 第24話「女装刑事vs殺人鬼」（1979年 / 日本テレビ） - 劇団員
- 特捜最前線 第154話「オルフェの歌った演歌!」（1980年 / テレビ朝日） - ジミー〈演：ラリー・オーストン〉の声
- Gメン'75（1979年、TBS）
  - 　第230話「零下50度からの逃亡者」（ミカエル役の吹き替え）
- 連続テレビ小説 カーネーション 第17週・第95話「隠し切れない恋」（2012年1月26日 / 総合テレビジョン・BSプレミアム） - NHK大阪局アナウンサー
- 80年後のKENJI〜宮沢賢治映像童話集（2013年 / NHK） - 声の出演

### 映画
- THE NEXT GENERATION -パトレイバー- 第7章「大いなる遺産」（2015年） - 劇中映像のナレーション

### ナレーション
- NHKスペシャル（NHK総合）
  - 「激闘 シャチ対シロナガスクジラ〜巨大生物集う謎の海域」（2020年）
- いちおしマーケット（BS朝日）
- クローズアップ現代（NHK）
- クラシック音楽館（NHK-Eテレ）
- 米空母ロナルド・レーガンの最新構造（ナショナルジオグラフィックチャンネル）
- The・サンデー（日本テレビ）
- TKUドキュメンタリードラマ 郷土の偉人シリーズ第15弾「押し相撲の名大関栃光正之〜真実一路・待ったなし〜」（テレビ熊本）
- THE 歴史列伝〜そして傑作が生まれた〜（BS-TBS）
  - THE 歴史列伝 武田信玄SP（2020年08月30日）
- 第15回FNSドキュメンタリー大賞ノミネート作品『夢を託したパック〜パラリンピック日本代表の誇り〜』
- テレメンタリー（テレビ朝日）
- テレビショッピング 長寿の里（BS松竹東急）
- 報道特集（TBS）
- FNNスーパーニュース（フジテレビ）
- おはよう!ナイスデイ（フジテレビ）
- めざましテレビ（フジテレビ）
- プロジェクトITER（サイエンスチャンネル）
- 逆転人生（NHK総合）

### ボイスオーバー
- ETV特集（NHK総合）
- NHKスペシャル（NHK総合）
  - 映像の世紀 第2集「大量殺戮の完成」（1995年）
- 日立 世界・ふしぎ発見!（TBS）
- 日本に憧れ 日本に学ぶ 〜スティーブ・ジョブズ ものづくりの原点（2023年6月17日、NHKBS1プレミアム） - ジョン・スカリーの声
- 世界の果てまでイッテQ!（日本テレビ）
- 100分de名著「ファーブル昆虫記」（朗読）
- BS世界のドキュメンタリー（NHK-BS1）
- コズミックフロント（NHK-BS2）
- 報道ステーション（テレビ朝日）
- 未来への教室（NHK教育）
- ハイビジョン特集（NHK-BS2）
- 世界遺産（TBS）

### 朗読
- NHKオンライン 小さな旅「再出発 ああ上野駅」（朗読）
- オーディオブック（朗読）
  - アリストテレス「人間関係が苦手なあなたに」〜哲学の教室Part2〜（著者：小川仁志）
  - 虔十公園林（著者：宮沢賢治）
  - どんぐりと山猫（著者：宮沢賢治）

### その他コンテンツ
- いれずみドラゴン 嵐の血斗（ジミー・ウォング演じる主人公の声を担当）
- カントリーベア・シアター（マックス）
- 機動警察パトレイバー ラジオ特番（2002年3月23日）
- 三剣物語 炎の剣 角川サウンドコレクション（フォレス王）
- サタデーウオッチ9（2024年7月27日、NHK総合）
- みんなよっといで「天馬天平」、「伊賀の影丸」、他